# Cộng hòa Saugeais
Cộng hòa Saugeais (tiếng Pháp: La République du Saugeais, phát âm [so.ʒɛ]) là một vi quốc gia tự xưng tồn tại lâu dài nằm ở phía đông nước Pháp, trong địa phận tỉnh Doubs. Nước cộng hòa bao gồm 11 thành phố tự trị Les Alliés, Arçon, Bugny, La Chaux-de-Gilley, Gilley, Hauterive-la-Fresse, La Longeville, Montflovin, Maisons-du-Bois-Lièvremont, Ville-du-Pont, và thủ phủ Montbenoît.

## Lịch sử
Năm 1947, tỉnh trưởng Doubs đến Montbenoît để tham dự một sự kiện chính thức. Vị cảnh sát trưởng ăn trưa tại Hôtel de l'Abbaye ở Montbenoît, thuộc sở hữu của Georges Pourchet. Như một trò đùa, Pourchet hỏi cảnh sát trưởng "Bạn có giấy phép cho phép bạn vào Cộng hòa Saugeais không?" Vị cảnh sát trưởng hỏi chi tiết về nền cộng hòa bí ẩn, mà Pourchet đã tạo ra ngay tại chỗ. Vị tỉnh trưởng đáp lại bằng cách bổ nhiệm Pourchet làm chủ tịch của Cộng hòa Tự do Saugeais.
Georges Pourchet qua đời năm 1968 và vợ ông, Gabrielle bước đầu kế vị chức vụ tổng thống. Bà về hưu vào năm 1970 nhưng vẫn hoạt động ở Montbenoît, giúp cha xứ bảo quản tu viện. Để gây quỹ, một lễ hội đã được tổ chức vào năm 1972, trong đó Gabrielle Pourchet được bầu làm Tổng thống trọn đời nhờ sự tung hô của mọi người.
Tổng thống Gabrielle Pourchet đã bổ nhiệm một thủ tướng, một tổng thư ký, mười hai đại sứ và hơn 300 công dân danh dự. Một bài hát được viết bằng tiếng Langue Saugette, một phương ngữ Pháp-Provençal, sáng tác bởi Joseph Botillon vào năm 1910 đã được sử dụng làm quốc ca của quốc gia này. Một tờ tiền được phát hành vào năm 1997, và Bưu điện Pháp đã phát hành tem bưu chính kỷ niệm nước cộng hòa vào năm 1987.

Gabrielle Pourchet qua đời vào ngày 31 tháng 8 năm 2005, ở tuổi 99, và con gái của bà là Georgette Bertin-Pourchet kế nhiệm vị trí tổng thống.

## Danh sách tổng thống
1. Georges Pourchet (1947–68)
2. Gabrielle Pourchet (1968 - 31 tháng 8 năm 2005)
3. Georgette Bertin-Pourchet (từ 2005)